# Дениз, Шира
Шира Дениз (англ. Shera Danese /ˈʃiːrə dəˈniːz/; 9 октября 1949 года, Нью-Йорк) — американская актриса, вдова актёра Питера Фалька.

## Биография

### Карьера
Шира Дениз родилась в Хартсдейле, пригороде Нью-Йорка. Её актёрская карьера началась в 1976 году с роли в сериале «Однажды за один раз».  Снималась в транслировавшихся по телевидению фильмах и сериалах: «Серпико», «Баретта», «Трое — это компания», Kojak, «Семья», «Супруги Харт», «Старски и Хатч» и «Ангелы Чарли». Одной из её работ в фильмах, вышедших на большой экран, стала роль проститутки Вики в «Рискованном бизнесе» (1983).
Шира Дениз снялась в шести эпизодах телесериала «Коломбо»: «Фатальный выстрел» (№ 38), «Яд от дегустатора» (№ 42), «Гений и злодейство» (№ 50), «Коломбо и убийство рок-звезды» (№ 58), «Маскарад» (№ 64) и «Закон Коломбо» (№ 66). В трёх из них у неё были заметные роли: в № 50 — Ванесса, нынешняя жена художника Барсини, в № 58 — Триш, ассистентка адвоката и в № 66 — Кэтлин, жена предпринимателя. Ей никогда не доставалась роль убийцы, но в последнем она играла сообщника убийцы. В «Коломбо» она была задействована больше, чем любая другая актриса.

### Личная жизнь
Шира Дениз познакомилась с Питером Фальком на съёмках «Коломбо». Они поженились 7 декабря 1977 года и прожили вместе почти 34 года. Для Фалька это был второй брак. Знаменитый актёр умер 23 июня 2011 года в своём доме в Беверли-Хиллз. Ему было 83 года.
В течение многих лет у Ширы были весьма натянутые отношения с Кэтрин, которую Питер Фальк удочерил в браке с Элис Мэйо, первой женой. По данным Radar Online, Фальк несколько отдалился от Кэтрин, так как подозревал, что она будет оспаривать его завещание, поэтому он включил в текст оговорку о том, что Кэтрин лишается наследства, если она каким-либо образом заявит о своём несогласии с условиями завещания. В то же время отношения Фалька с Джеки, другой приёмной дочерью, были крепкими и проникнутыми любовью.
Несколько лет назад Кэтрин пыталась оформить опеку над Питером Фальком, но судья наотрез отказался удовлетворить её просьбу, так как Шира убедительно доказала в суде, что она в домашних условиях обеспечивает превосходный уход своему мужу. Шира продолжала заботиться о Питере и следить за его многомиллионным имуществом. После смерти Питера Фалька его состояние, оцениваемое приблизительно в пять миллионов долларов, было разделено между женой и приёмными дочерьми. Шире Дениз отошла также коллекция искусства, которую собирал Питер Фальк.
Цитаты о семейном союзе Ширы Дениз и Питера Фалька:
- «Если в телесериале лейтенант Коломбо с большой любовью относился к своей жене, то в обычной жизни отношения Питера Фалька с актрисой Шералин Дениз оставались непредсказуемыми. Их разрывы и примирения были столь частыми, что супруги стали известны в Голливуде как «сражающиеся Фальки»[6].
- «Она делает мою жизнь веселее, — сказал Фальк о своей 23-летней жене, — но должен заметить, что если подумать, что у нас общего, так это, пожалуй, только то, что нам обоим нравится голубой цвет»[7].